# Antoine-Charles-Louis de Lasalle

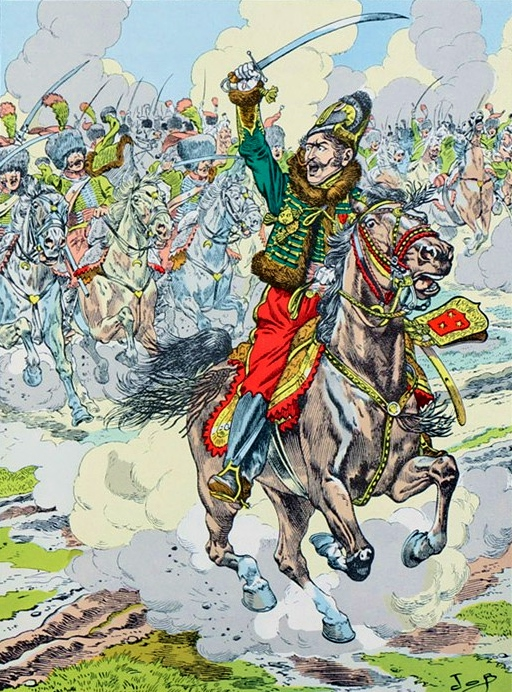
Szarża Lasalle’a na czele huzarów podczas bitwy pod Prenzlau w 1806

Antoine-Charles-Louis de Lasalle (ur. 10 maja 1775 w Metzu, zm. 6 lipca 1809 pod Wagram) – francuski generał kawalerii lekkiej w okresie wojen napoleońskich.

## Życiorys
Służbę w wojsku rozpoczął w wieku 11 lat, skierowany przez ojca do Pułku Alzackiego jako kadet. Pięć lat później, po ukończeniu nauki, otrzymał stopień podporucznika i wstąpił do 24 Pułku Kawalerii. W czasie rewolucji francuskiej, jako obywatel Lasalle, służy w 23 Pułku Strzelców Konnych pod dowództwem generała Pichegru. Po upadku Robespierra został adiutantem w sztabie generała Kellermanna, zwycięzcy spod Valmy. W 1796 roku został oddelegowany do armii włoskiej generała Napoleona Bonaparte.
Początek służby u boku Bonapartego był dość pechowy: jako młody oficer wpadł w zasadzkę i dostał się do austriackiej niewoli. Wkrótce jednak został uwolniony w ramach wymiany jeńców i w rezultacie Lasalle wziął udział w I kampanii włoskiej (1796–1797), wyprawie do Egiptu (1798–1799), II kampanii włoskiej (1800), a po zawarciu pokoju, w wyprawie z sojuszniczą wówczas Hiszpanią przeciwko Portugalii (1801).

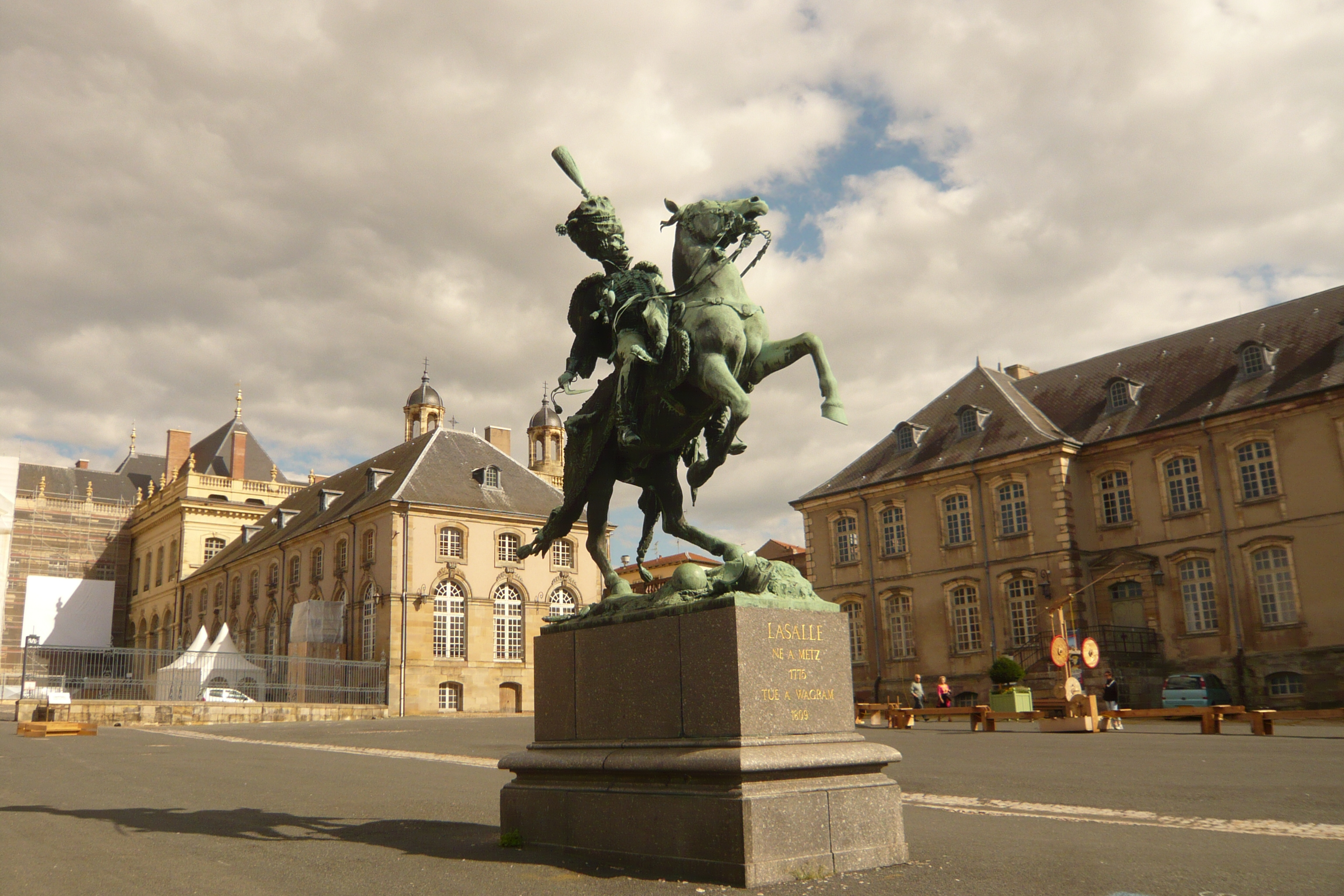
Pomnik Antoine’a de Lasalle w Lunéville

Po proklamowaniu Cesarstwa, 14 lipca 1804 roku został kawalerem Legii Honorowej, a w niecały rok później (1805) otrzymał stopień generała brygady.
W 1805 roku wziął udział w rozbiciu trzeciej koalicji, a w latach 1806–1807 w rozgromieniu Prus, gdzie odznaczył się zdobyciem Szczecina (por. Twierdza Szczecin) w ramach IV koalicji antyfrancuskiej. 30 grudnia 1806 roku został mianowany generałem dywizji. W 1807 walczył w kampanii rosyjskiej w kawalerii rezerwowej marszałka Joachima Murata. W tym samym roku otrzymał tytuł hrabiego Cesarstwa. W roku 1808 został wysłany do Hiszpanii, gdzie zdławił powstanie w Valladolid i doprowadził do zwycięstwa w bitwie pod Medina del Rio Seco. Po bitwie pod Medellin otrzymał dowództwo lekkiej jazdy kawalerii rezerwowej. W 1809 roku wziął udział w wojnie z Austrią. Wsławił się w bitwie pod Aspern (Essling) i zdobyciem twierdzy Raab. Zginął w bitwie pod Wagram 6 lipca 1809 roku.
Antoine-Charles de Lasalle należał do słynnych les beaux sabreurs („pięknych rębaczy”) epoki napoleońskiej – brawurowych, romantycznych, odważnych i inteligentnych generałów lekkiej kawalerii. Do tego elitarnego grona zaliczali się obok niego – Louis Pierre Montbrun, Sainte-Croix i Colbert-Chabanais. Żaden z nich nie przeżył upadku Cesarstwa. Lasalle zwykł mawiać: „Huzar, który dożył trzydziestki, jest zwykłym dekownikiem”. W chwili śmierci miał 34 lata.
Antoine-Charles de Lasalle jest autorem wiersza opiewającego szarżę polskich szwoleżerów pod Somosierrą:
 

Byli w Polsce Francuzi

 Są Polacy w Hiszpanii...

 Europy nie wzburzy

 Ich wspólne panowanie.

 Jakiż naród sił tyle

 Stawi przeciw ich sile?

 Tam gdzie Polak jest z Francuzem,

 Śmierci wokół żniwo duże.